# Saint-Imoges
Saint-Imoges est une commune française située dans le département de la Marne, en région Grand Est.
Les habitants en sont des Saint-Imogiens.

## Géographie

### Localisation
Saint-Imoges se trouve à l'ouest du département de la Marne, en région Grand Est. La commune appartient à la région agricole du Tardenois.
La commune de Saint-Imoges s'étend sur une superficie de 1 713 hectares, dont environ 1 500 hectares de forêts. Elle est située sur la plateau de la Montagne de Reims, au sein du parc naturel régional du même nom. Sur son territoire, l'altitude varie de 252 à 275 mètres.
Par la route, Saint-Imoges se situe à 56 km de Châlons-en-Champagne, préfecture, à 20 km de Reims, principale ville du département, et à 9 km d'Épernay, sous-préfecture et bureau centralisateur du canton d'Épernay-1 dont dépend Saint-Imoges depuis 2015. La commune fait en outre partie du bassin de vie d'Épernay.
Saint-Imoges est limitrophe de 7 communes :
|                   | Sermiers     |                       |
| Nanteuil-la-Forêt | Saint-Imoges | Germaine              |
| Hautvillers       | Champillon   | Aÿ-Champagne, Mutigny |

### Hydrographie

#### Réseau hydrographique
La commune est traversée par la ligne de partage des eaux entre les régions hydrographiques « la Seine de sa source au confluent de l'Oise (exclu) » et « la Seine du confluent de l'Oise (inclus) à l'embouchure » au sein du bassin Seine-Normandie. Elle est drainée par le Fossé 01 des Plantels, le ruisseau des Iselles, la noue des Crapauds, le Fossé 01 du Bois du Gouffre, le Fossé 01 du Château de Vernay et le Fossé de Talma,.
L'Ardre, d'une longueur de 39 km, prend sa source dans la commune de Saint-Imoges et se jette dans la Vesle à Fismes, après avoir traversé 18 communes. 
Quatre plans d'eau complètent le réseau hydrographique : le Grand étang (8,3 ha), l'étang de la Neuville (3,4 ha), l'étang de Nanteuil (16,7 ha) et l'étang du le Petit Maupas (0,7 ha),.

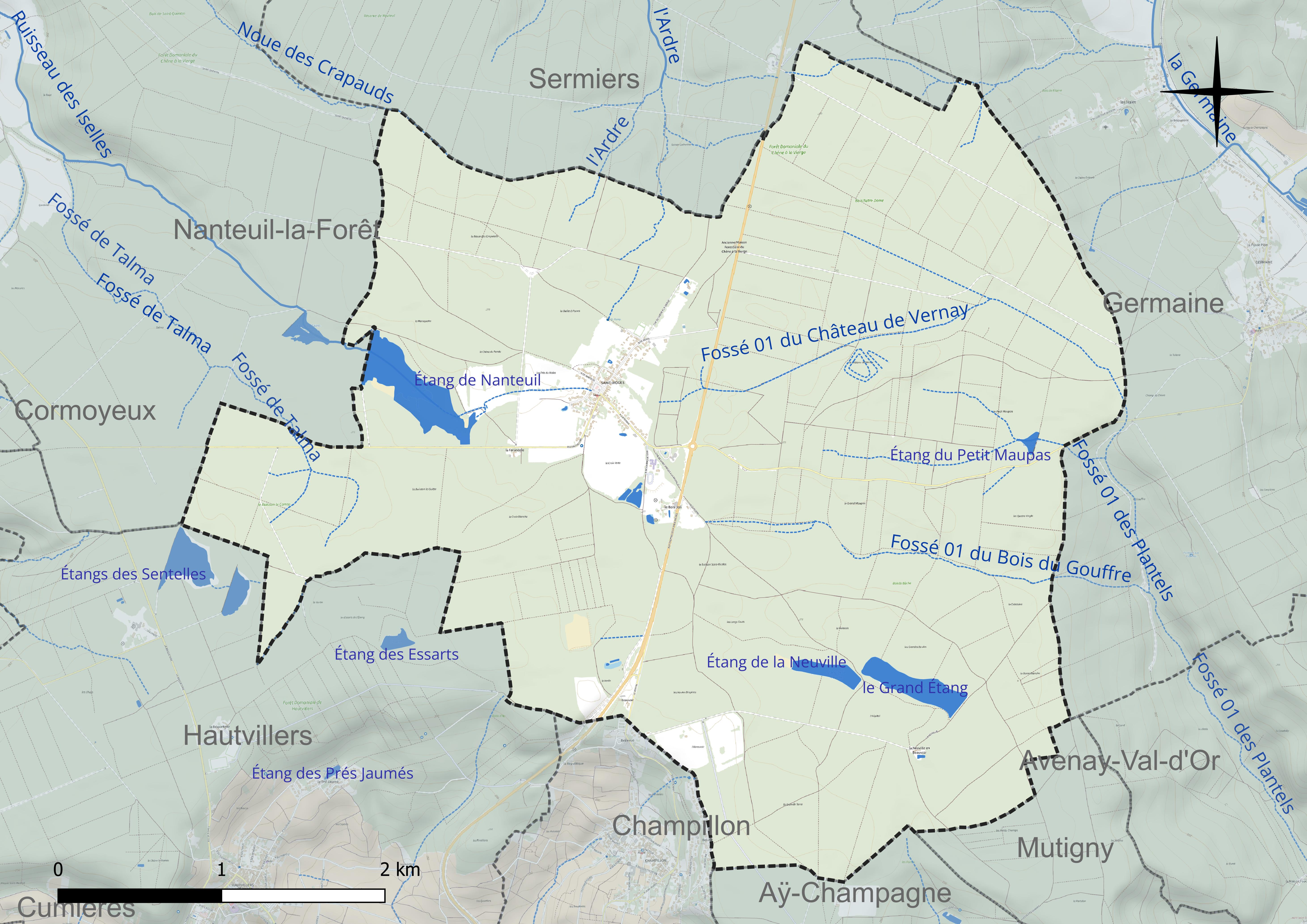
Réseau hydrographique de Saint-Imoges.

#### Gestion et qualité des eaux
Le territoire communal est couvert par le schéma d'aménagement et de gestion des eaux (SAGE) « Aisne Vesle Suippe ». Ce document de planification, dont le territoire s’étend sur 3 096 km2 répartis sur trois départements (Aisne, Marne et Ardennes) et deux régions (Champagne-Ardenne et Picardie), a été approuvé le 16 décembre 2013. La structure porteuse de l'élaboration et de la mise en œuvre est le Syndicat d’aménagement des bassins Aisne Vesle Suippe (SIABAVES).
La qualité des cours d’eau peut être consultée sur un site dédié géré par les agences de l’eau et l’Agence française pour la biodiversité.

### Climat
Pour des articles plus généraux, voir Climat du Grand Est et Climat de la Marne.
En 2010, le climat de la commune est de type climat océanique dégradé des plaines du Centre et du Nord, selon une étude du Centre national de la recherche scientifique s'appuyant sur une série de données couvrant la période 1971-2000. En 2020, Météo-France publie une typologie des climats de la France métropolitaine dans laquelle la commune est exposée à un climat océanique altéré et est dans la région climatique Nord-est du bassin Parisien, caractérisée par un ensoleillement médiocre, une pluviométrie moyenne régulièrement répartie au cours de l’année et un hiver froid (3 °C).
Pour la période 1971-2000, la température annuelle moyenne est de 10,6 °C, avec une amplitude thermique annuelle de 15,8 °C. Le cumul annuel moyen de précipitations est de 802 mm, avec 12,4 jours de précipitations en janvier et 7,7 jours en juillet. Pour la période 1991-2020, la température moyenne annuelle observée sur la station météorologique de Météo-France la plus proche, « Chouilly », sur la commune de Chouilly à 10 km à vol d'oiseau, est de 11,4 °C et le cumul annuel moyen de précipitations est de 668,9 mm. 
La température maximale relevée sur cette station est de 40,3 °C, atteinte le 25 juillet 2019 ; la température minimale est de −12,3 °C, atteinte le 5 février 2012,,.
Les paramètres climatiques de la commune ont été estimés pour le milieu du siècle (2041-2070) selon différents scénarios d'émission de gaz à effet de serre à partir des nouvelles projections climatiques de référence DRIAS-2020. Ils sont consultables sur un site dédié publié par Météo-France en novembre 2022.

## Urbanisme

### Typologie
Au 1er janvier 2024, Saint-Imoges est catégorisée commune rurale à habitat dispersé, selon la nouvelle grille communale de densité à sept niveaux définie par l'Insee en 2022.
Elle est située hors unité urbaine. Par ailleurs la commune fait partie de l'aire d'attraction de Reims, dont elle est une commune de la couronne,. Cette aire, qui regroupe 294 communes, est catégorisée dans les aires de 200 000 à moins de 700 000 habitants,.

### Occupation des sols
L'occupation des sols de la commune, telle qu'elle ressort de la base de données européenne d’occupation biophysique des sols Corine Land Cover (CLC), est marquée par l'importance des forêts et milieux semi-naturels (93,2 % en 2018), une proportion sensiblement équivalente à celle de 1990 (93,4 %). La répartition détaillée en 2018 est la suivante : forêts (90,4 %), zones agricoles hétérogènes (6,8 %), milieux à végétation arbustive et/ou herbacée (2,8 %). L'évolution de l’occupation des sols de la commune et de ses infrastructures peut être observée sur les différentes représentations cartographiques du territoire : la carte de Cassini (XVIIIe siècle), la carte d'état-major (1820-1866) et les cartes ou photos aériennes de l'IGN pour la période actuelle (1950 à aujourd'hui).

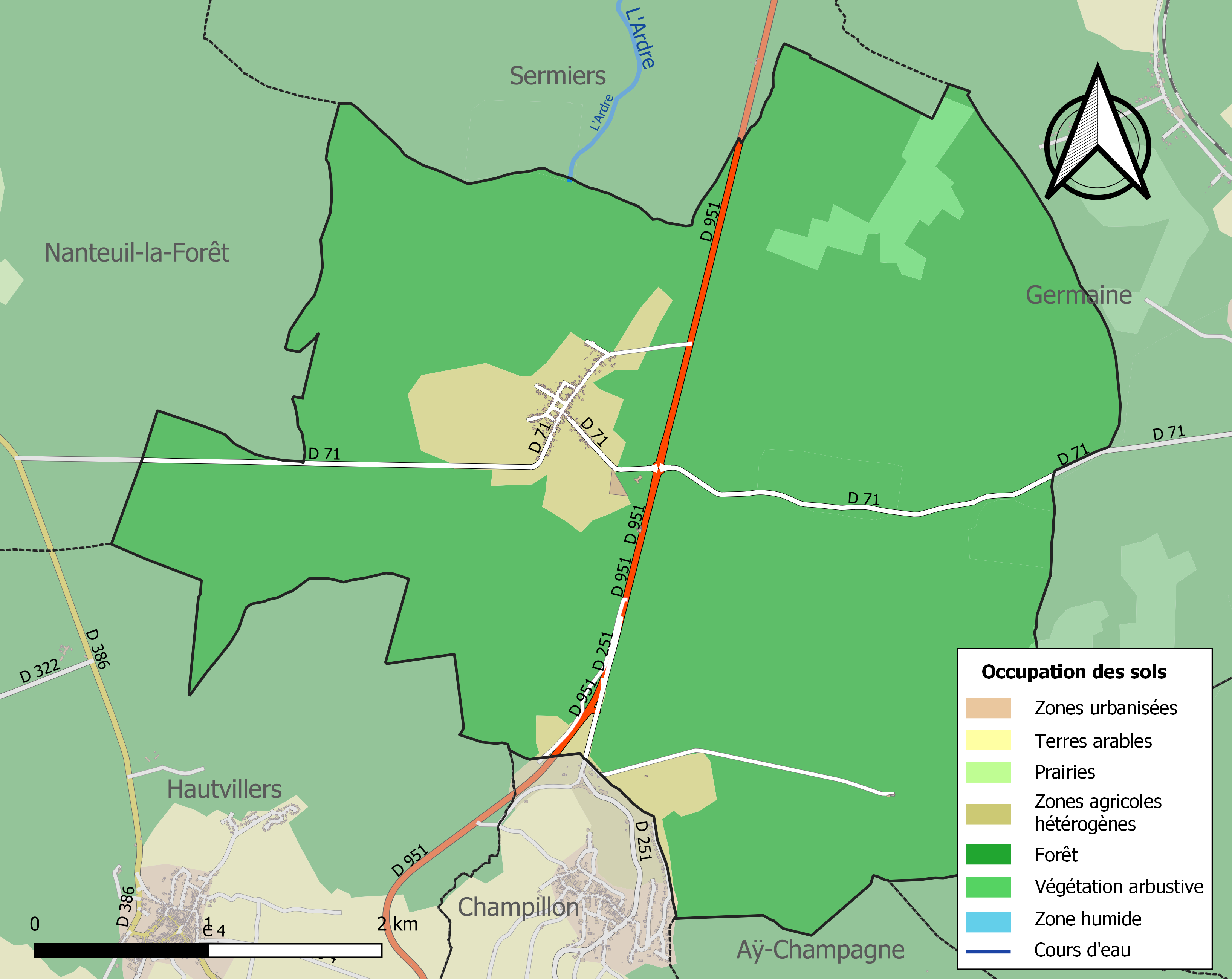
Carte des infrastructures et de l'occupation des sols de la commune en 2018 (CLC).

### Logement
En 2017, l'Insee recense 131 logements à Saint-Imoges. Ces logements sont presque exclusivement des maisons ; l'Insee ne recensant qu'un seul appartement dans la commune. Conséquence de cette prévalence des maisons, 88,8 % des résidences principales comptent au moins 4 pièces et 69,8 % en comptent 5 ou plus.
Parmi les logements recensés dans la commune, 90 % sont des résidences principales, 3,8 % des résidences secondaires et 6,1 % des logements vacants. Près de neuf ménages sur dix sont propriétaires de leur logement (89,7 %), un chiffre largement supérieur à la moyenne intercommunale (71 %) et à la moyenne départementale (51,2 %).
Le tableau ci-dessous présente une comparaison de quelques indicateurs chiffrés du logement pour Saint-Imoges, la communauté de communes de la Grande Vallée de la Marne (CCGVM) et le département de la Marne :
|                                        | Saint-Imoges | CCGVM | Marne   |
| -------------------------------------- | ------------ | ----- | ------- |
| Ensemble des logements                 | 131          | 7 459 | 294 041 |
| Part des résidences principales (en %) | 90,0         | 88,2  | 88,4    |
| Part des résidences secondaires (en %) | 3,8          | 2,8   | 2,7     |
| Part des logements vacants (en %)      | 6,1          | 8,9   | 8,9     |

Parmi les 118 résidences principales construites avant 2015, seulement 18,9 % avaient été construites avant 1945, 5,2 % entre 1946 et 1970, 37,1 % entre 1971 et 1990, 18,1 % entre 1991 et 2005 et 20,7 % depuis 2006. Saint-Imoges s'est en effet particulièrement développée à partir de années 1970, sa population augmentant de près de 75 % entre 1968 et 2015 (passant de 180 habitants à 314). Sur la même période (1968-2017), le nombre de logements est multiplié par 2,5.
Le tableau ci-dessous présente l'évolution du nombre de logements sur le territoire de la commune, par catégorie, depuis 1968 :
|                        | 1968 | 1975 | 1982 | 1990 | 1999 | 2007 | 2012 | 2017 |
| ---------------------- | ---- | ---- | ---- | ---- | ---- | ---- | ---- | ---- |
| Résidences principales | 46   | 52   | 82   | 86   | 91   | 105  | 112  | 118  |
| Résidences secondaires | 2    | 2    | 7    | 5    | 4    | 8    | 4    | 5    |
| Logements vacants      | 5    | 1    | 2    | 0    | 1    | 1    | 10   | 8    |
| Total                  | 53   | 55   | 91   | 91   | 96   | 114  | 126  | 131  |

### Risques naturels et technologiques
Le territoire de Saint-Imoges est vulnérable à différents risques naturels. La commune est dans l'obligation d'élaborer et publier un document d'information communal sur les risques majeurs ainsi qu'un plan communal de sauvegarde.
Saint-Imoges est touchée par les risques de mouvements de terrain. Elle est comprise dans le périmètre du plan de prévention des risques « glissement de terrain de la Côte d'Ile-de-France - secteur de la vallée de la Marne des tranches 1 et 2 » approuvé en 2014. La montagne de Reims est en effet considérée comme un « secteur propice aux glissements de terrain ». La commune a fait l'objet de plusieurs arrêtés reconnaissant l'état de catastrophe naturelle pour des inondations et coulées de boue parfois accompagnées de mouvements de terrain (en 1983, 1998 et 1999).
La commune est affectée par le phénomène de retrait-gonflement des argiles (risque moyen). Le risque sismique est très faible sur son territoire. De même, le potentiel radon de la commune est faible.
Saint-Imoges n'est concernée par aucun risque technologique particulier.

## Toponymie
Le nom de la localité est attesté sous les formes Saintemoige (1207) ; Ad nemus Saintimoge (1211) ; La Nueve-Ville à Saint-Ymoige (vers 1274) ; La Nue-Ville à Saint-Ymoge (vers 1300) ; Saint-Ymoge (1308) ; Sancta Imoga (1303-1312) ; La Nuefville à Saint-Ymoge (1341) ; Nova Villa apud Sanctum Ymogium (1346) ; La dicte Ville-Neuve Sainct-Ymoge (1377) ; Sanctus Imogius (1380) ; Villa Nova de Ymogio (1380) ; La Neufville à Saint-Ymoge (1385) ; La Neufville-Sainct-Hymoge (1508) ; Sainct-Ymoge (1573) ; Saint-Imoges, Saint-Imoge (1630).
Saint-Imoges est un hagiotoponyme qui signifierait « sainte image », parce qu’il a été trouvé dans une niche creusée dans le tronc d’un chêne, une vierge tenant dans ses bras l’enfant Jésus.
Au cours de la Révolution française, la commune porta provisoirement le nom de Longmont.

## Histoire
Le village était dédié à saint Jacques avant de l'être à Notre-Dame à la suite de la découverte de la statue dans un chêne. Ces deux influences se retrouvent sur le blason.

## Politique et administration

### Rattachements administratifs et électoraux
Du point de vue administratif, la commune est rattachée à l'arrondissement d'Épernay, dans le département de la Marne en région Grand Est. Jusqu'en 2006, elle appartenait à l'arrondissement de Reims.
Sur le plan électoral, Saint-Imoges fait partie du canton d'Épernay-1 (pour les élections départementales) et de la troisième circonscription de la Marne (pour les élections législatives). Avant le redécoupage cantonal de 2014, elle faisait partie du canton d'Ay.

### Intercommunalité
Saint-Imoges est membre de la communauté de communes de la Grande Vallée de la Marne, abrégée en CCGVM.
Au 1er janvier 2021, la commune appartient également aux intercommunalités suivantes : le syndicat mixte de la Marne Moyenne (pour la compétence GEMAPI), le syndicat mixte de réalisation et de gestion du parc naturel régional de la Montagne de Reims et le syndicat intercommunal à vocation unique du bassin versant Ay-Hautvillers (compétent en matière d'énergie hydraulique).

### Tendances politiques et résultats
Saint-Imoges vote généralement à droite.
L'extrême droite peut y réaliser de bons scores, Marine Le Pen arrivant par exemple en tête du premier tour des élections présidentielles de 2012 et 2017 (bien que battue au 2e tour). Les candidats centristes y obtiennent souvent des résultats supérieurs à la moyenne nationale, notamment aux élections européennes. De son côté, depuis 2000, la gauche n'a remporté que quelques élections locales.

### Administration municipale
| Période                                  | Période                      | Identité           | Étiquette | Qualité                         |
| ---------------------------------------- | ---------------------------- | ------------------ | --------- | ------------------------------- |
| Les données manquantes sont à compléter. |                              |                    |           |                                 |
| 1879                                     |                              | Villin             |           |                                 |
| 1959                                     | 1983                         | Marcel Remiot      |           |                                 |
| Les données manquantes sont à compléter. |                              |                    |           |                                 |
| 1995                                     | En cours (au 4 juillet 2014) | Vincent Taillefert |           | Réélu pour le mandat 2014-2020, |

### Jumelage
Au 1er janvier 2024, Saint-Imoges n'est jumelée avec aucune commune.

## Équipements et services publics

### Eau et assainissement
L'approvisionnement en eau potable et l'assainissement des eaux usées sont des compétences de la communauté de communes de la Grande Vallée de la Marne (CCGVM).
En 2019, les deux installations de production d'eau potable en état de fonctionnement de l'intercommunalité sont le captage de Bisseuil et le forage de Tauxières-Mutry. Saint-Imoges compte également une station de pompage d'une capacité de 100 m3 par jour, mais celle-ci est à l'arrêt. Concernant le stockage de l'eau potable, Saint-Imoges accueille un réservoir de 200 m3.
L'assainissement des eaux usées de la commune est assuré, de manière collective, par une station d'épuration située à Mardeuil dans la communauté d'agglomération d'Épernay (grâce à une convention entre la CCGVM et la communauté d'agglomération).

### Gestion des déchets
La CCGVM est également compétente en matière de déchets. Elle organise le ramassage des déchets, en distinguant les ordures ménagères, les biodéchets, les déchets recyclables, le verre et les ordures ménagères des habitats collectifs (Saint-Imoges n'est pas concernée par cette dernière prestation). Les déchets (hors verre) sont ensuite valorisés par le syndicat de valorisation des ordures ménagères de la Marne (SYVALOM).
La CCGVM met à disposition de ses habitants quatre déchetteries à Aÿ, Dizy, Mareuil-sur-Ay et Tours-sur-Marne,.

### Enseignement
Les enfants de Saint-Imoges sont rattachés à l'école élémentaire d'Hautvillers, comme ceux de Champillon et Nanteuil-la-Forêt. L'école fait partie de l'académie de Reims. Les élèves vont ensuite au collège Côte-Legris d'Épernay puis au lycée Stéphane-Hessel, également à Épernay.
Le service de transport scolaire entre Saint-Imoges et Épernay (collège et lycée) est assuré par Fluo Grand Est.

### Justice et sécurité
Du point de vue judiciaire, Saint-Imoges relève du conseil de prud'hommes, du tribunal de commerce, du tribunal judiciaire, du tribunal paritaire des baux ruraux et du tribunal pour enfants de Reims, dans le ressort de la cour d'appel de Reims. Pour le contentieux administratif, la commune dépend du tribunal administratif de Châlons-en-Champagne et de la cour administrative d'appel de Nancy.
Saint-Imoges est située en secteur Gendarmerie nationale et dépend de la brigade de Dizy.
En matière d'incendie et de secours, la caserne la plus proche est le centre de secours principal d'Épernay, géré par le Service départemental d'incendie et de secours (SDIS) de la Marne. La commune bénéficie également du centre de première intervention intercommunal de la Grande Vallée de la Marne, situé à Aÿ-Champagne et composé d'une vingtaine de sapeurs-pompiers volontaires.

## Population et société

### Démographie
L'évolution du nombre d'habitants est connue à travers les recensements de la population effectués dans la commune depuis 1793. Pour les communes de moins de 10 000 habitants, une enquête de recensement portant sur toute la population est réalisée tous les cinq ans, les populations de référence des années intermédiaires étant quant à elles estimées par interpolation ou extrapolation. Pour la commune, le premier recensement exhaustif entrant dans le cadre du nouveau dispositif a été réalisé en 2005.

En 2022, la commune comptait 331 habitants, en évolution de +4,09 % par rapport à 2016 (Marne : −1,19 %, France hors Mayotte : +2,11 %).
| 1793 | 1800 | 1806 | 1821 | 1831 | 1836 | 1841 | 1846 | 1851 |
| ---- | ---- | ---- | ---- | ---- | ---- | ---- | ---- | ---- |
| 151  | 188  | 210  | 191  | 207  | 242  | 243  | 230  | 254  |

| 1856 | 1861 | 1866 | 1872 | 1876 | 1881 | 1886 | 1891 | 1896 |
| ---- | ---- | ---- | ---- | ---- | ---- | ---- | ---- | ---- |
| 212  | 200  | 205  | 335  | 285  | 241  | 249  | 223  | 229  |

| 1901 | 1906 | 1911 | 1921 | 1926 | 1931 | 1936 | 1946 | 1954 |
| ---- | ---- | ---- | ---- | ---- | ---- | ---- | ---- | ---- |
| 214  | 206  | 205  | 214  | 214  | 201  | 150  | 157  | 183  |

| 1962 | 1968 | 1975 | 1982 | 1990 | 1999 | 2005 | 2006 | 2010 |
| ---- | ---- | ---- | ---- | ---- | ---- | ---- | ---- | ---- |
| 184  | 180  | 180  | 257  | 273  | 241  | 269  | 266  | 297  |

| 2015 | 2020 | 2022 | - | - | - | - | - | - |
| ---- | ---- | ---- | - | - | - | - | - | - |
| 314  | 316  | 331  | - | - | - | - | - | - |

### Cultes
L'église Notre-Dame de Saint-Imoges est de confession catholique. La commune fait partie de la paroisse « Notre-Dame du Chêne », avec les villages voisins de Champillon, Cumières, Dizy, Germaine, Hautvillers et Nanteuil-la-Forêt. La paroisse dépend du diocèse de Reims.

## Économie
Saint-Imoges est connue pour organiser l'un des plus grands vide-greniers de la région, le premier dimanche de septembre.

## Culture et patrimoine

### Héraldique
| Armes de Saint-Imoges | Les armes de la commune se blasonnent ainsi : d'azur à l'arbre terrassé cousu de sinople, au chef cousu de gueules chargé de trois coquilles d'or. |

### Lieux et monuments

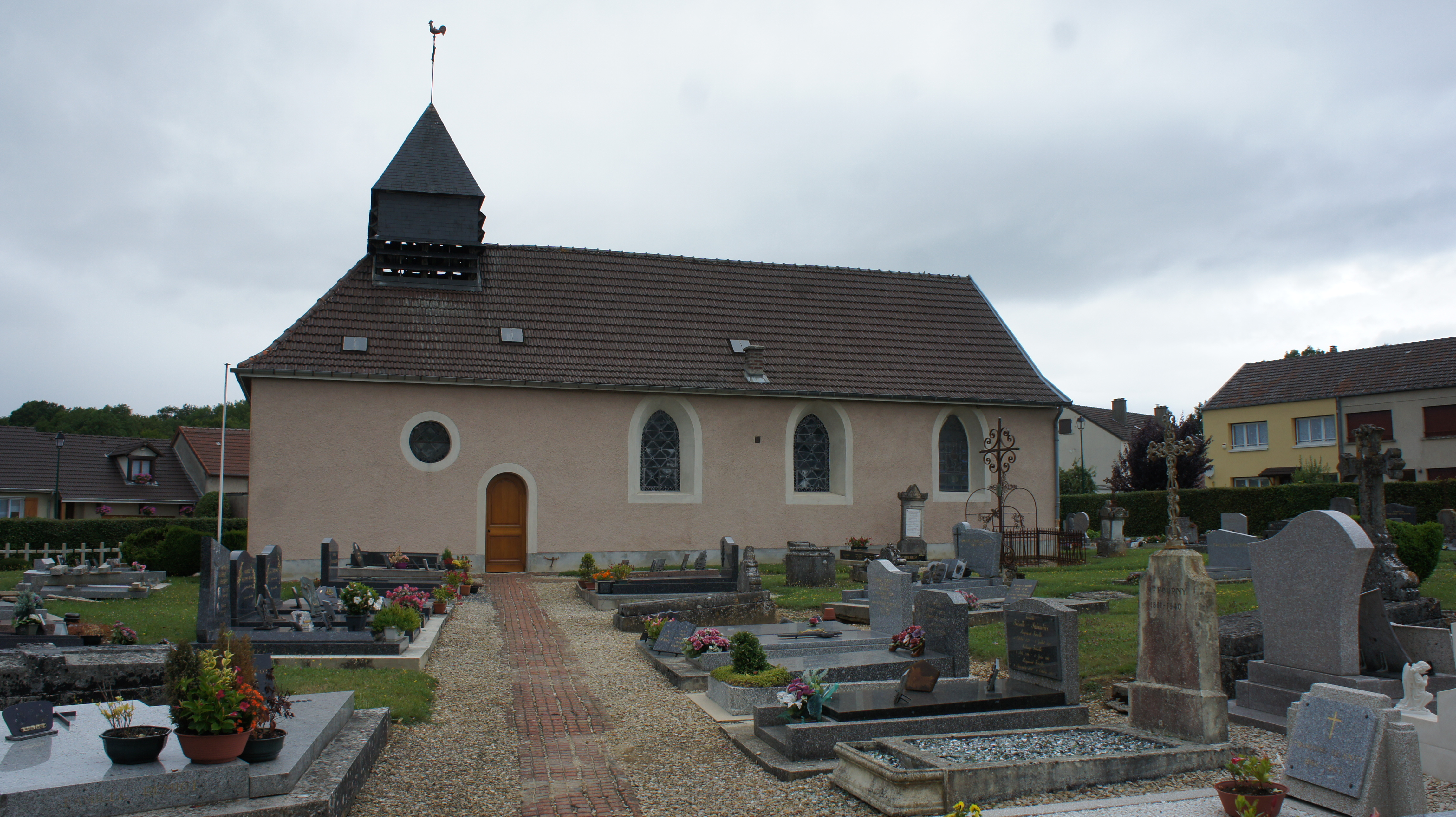
Vue de l'église, de son clocher avec carillon et du cimetière.

- Chêne à l'image, ayant une statue de la Vierge et qui est sur le chemin de Compostelle.
- Église romane, Notre-Dame-du-Chêne avec un carillon de cinq cloches.
- Cimetière français et britannique de la Première Guerre mondiale.